# Herbert Stenger
Herbert Stenger (* 11. Januar 1948; † 21. April 2014), auch „Der Berglöwe“ genannt, war ein deutscher Bergrennfahrer und Unternehmer.
In seiner Motorsport-Karriere wurde er mehrfach Europa-Bergmeister, Deutscher Automobil-Bergmeister, Österreichischer Bergmeister und Bayerischer und Nordbayerischer ADAC-Bergmeister.
Der ADAC Nordbayern und der AvD zeichneten ihn 2001 sowie 2002 zum Sportler des Jahres aus.

## Karriere
Herbert Stenger sammelte 1966 mit einem Opel Rekord Caravan seine ersten Motorsporterfahrungen.
1969 fuhr er mit einem Ford Escort seine ersten Bergrennen in Schlüchtern und auf dem Schottenring. In den Jahren 1970 bis 1972 startete er bei Rallye- und Slalom-Veranstaltungen.
Ab 1973 stieg Stenger mit einem nach der Gruppe 1 aufgebauten Ford Capri, intensiver in den Bergrennen-Motorsport ein und gewann bis 1975 bereits mehrere Klassen- und Gruppensiege.
1976 startete er auch bei internationalen Bergrennen und wurde bereits ein Jahr später in der Gruppe-1-Wertung Vize-Europabergmeister. 1977 gründete er sein Rennteam Equipe-Stenger.
1978 erreichte Stenger mit dem Sieg in der 1. Division der Europabergmeisterschaft auf einem Gruppe-1-Ford-Escort RS einen seiner größten Erfolge. In den Jahren 1981 und 1982 konnte er diesen Erfolg wiederholen. 1981 gewann er auf einem auf einem nach Gruppe 2 aufgebauten Ford Escort RS die Europabergmeisterschaft für Tourenwagen (2. Division) und 1982 sicherte er sich mit einem Gruppe-5-Ford-Capri-Turbo von Zakspeed, der ehemals von Harald Ertl in der Deutschen Rennsport-Meisterschaft eingesetzt wurde, den Europabergmeistertitel in der Rennwagenklasse (3. Division).
1979 gewann Stenger ebenfalls mit Unterstützung von Zakspeed auf einem Ford Escort RS der Gruppe-2 mit 23 Siegen bei 25 Rennen den deutschen Bergmeistertitel. 1981 konnte er diesen Erfolg wiederholen.
Mit Einführung der Gruppe C wechselte er auf einen Prototypenrennwagen Osella PA7/9. Diesen baute er zum Stenger C3 um. Damit gewann er in den Jahren 1984 bis 1986 den Vize-Meistertitel der 3. Division der Europabergmeisterschaft.
Im Jahre 1987 baute Stenger mit seinem Team einen eigenen Prototypenrennwagen nach Gruppe-C-Reglement auf. Mit dem Rennwagen siegte er in der deutschen Bergmeisterschaft und sicherte sich dort den Meistertitel. 1989 und 1990 den gewann er damit abermals den Vize-Meistertitel der 3. Division der Europabergmeisterschaft.
1997 setzte Stenger einen neuen Prototyprennwagen Stenger CN ein, mit dem er bereits ein Jahr später Int. FIA Hill Climb Europabergchampion Region West, Int. Deutscher Challenge Bergmeister der Rennsportfahrzeuge und Österreichischer Bergmeister in der 3. Division für Gruppe-C-Fahrzeuge wurde. 1999 konnte er diese Erfolge wiederholen. In den Folgejahren gewann Stenger weitere nationale und internationale Bergmeister- und Vize-Bergmeister-Titel. Seine letzte Bergrennen-Meisterschaft fuhr er 2007, die er mit einem dritten Rang in der Jahreswertung für Rennsportfahrzeuge abschloss.
Von 2007 bis 2010 startete er mit einem BMW 318i in der VLN Langstreckenmeisterschaft Nürburgring. Dort konnte er 2008 zusammen mit Alexander Schula und Michael Jestädt beim 24-Stunden-Rennen auf dem Nürburgring in der V2-Serienklasse den Klassensieg erringen.
Herbert Stenger wurde während seiner Motorsport-Karriere mehrfach für seine Leistungen ausgezeichnet und konnte sieben europäische FIA Bergmeistertitel und zehn deutscher Bergmeistertitel gewinnen.
Er starb 2014 infolge einer Krebserkrankung.